# Ortogonalna projekcija
Ortogonalna projekcija je glavni način predstavljanja predmeta, delova, objekata, mašina,itd. na tehničkim crtežima. Sa perspektive linearne algebre i funkcionalne analize, projekcija je linearna transformacija P iz vektorskog prostora u sebe tako da je . Ona ostavlja sliku nepromenjenu. Mada apstraktna, ova definicija projekcije formalizuje ideju grafičke projekcije. 

## Pogledi
Kod ortogonalne projekcije sve tačke predmeta projektuju se ortogonalno (normalno-pod pravim uglom - 90°) na tri projekcijske ravni :
- V - vertikalnu
- H - horizontalnu
- P - profilnu

Na ovaj način se dobijaju tri slike koje definišu predmet. Ove slike zovu se pogledi.
Na vertikalnicu se projektuje pogled spreda, na horizontalnicu pogled odozdo, a na profilnicu pogled sleva. Tri profilne ravni čine prostorni koordinatni sistem, koji se zasecanjem po određenoj osi zaokreće i svodi u ravanski. Ortogonalnom projekcijom se u izvesnom smislu prostor pretvara u ravan. Iz tog razloga je ortogonalna projekcija najpogodnija za crtanje predmeta na tehničkim crtežima.
Moguća su šest pogleda, ali se u praksi najčešće koriste tri, gore pomenuta. Predmet se na tehničkom crtežu po pravilu predstavlja samo u dovoljno broju pregleda.

## Raspored pogleda
Standard definiše dva rasporeda pogleda: evropski i američki.

### Evropski raspored pogleda
- Pogled s preda-crta se po izboru,
- Pogled sleva-crta se desno od pogleda spreda,
- Pogled odozgo-crta se dole,
- Pogled zdesna-crta se levo,
- Pogled odozdo-crta se gore,
- Pogled otpozadi-crta se levo od pogleda zdesna.

### Američki raspored pogleda
- Pogled s preda-crta se po izboru,
- Pogled zdesna-crta se desno od pogleda spreda,
- Pogled odozgo-crta se gore,
- Pogled sleva-crta se levo,
- Pogled odozdo-crta se dole,
- Pogled otpozadi-crta se levo od pogleda zdesna.
- Meyer, C. D. (2000). Matrix analysis and applied linear algebra. Philadelphia: Society for Industrial and Applied Mathematics. ISBN 978-0-89871-454-8.

## Literatura
- Maynard, Patric (2005). Drawing distinctions: the varieties of graphic expression. Cornell University Press. ISBN 978-0-8014-7280-0.

## Spoljašnje veze
- Ortogonalna projekcija
- Vrste projektovanja